# Zamarada bastelbergeri
Zamarada bastelbergeri är en fjärilsart som beskrevs av M.Gaede 1915. Zamarada bastelbergeri ingår i släktet Zamarada och familjen mätare. Inga underarter finns listade i Catalogue of Life.